# Keiji Watanabe
Keiji Watanabe (渡邊 圭二, Watanabe Keiji) est un footballeur japonais né le 28 janvier 1985. Il évolue au poste de défenseur.

## Biographie
Keiji Watanabe commence sa carrière professionnelle au Nagoya Grampus, club de J-League 1.
En 2009, il rejoint le Japan Soccer College, équipe amateur évoluant dans les ligues régionales japonaises.
En 2010, il s'engage en faveur du JEF United Ichihara Chiba, club de J-League 2.